# Orsinome pilatrix
Orsinome pilatrix là một loài nhện trong họ Tetragnathidae.
Loài này thuộc chi Orsinome. Orsinome pilatrix được miêu tả năm 1878 bởi Thorell.